# Allantoparmelia almquistii
Allantoparmelia almquistii är en lavart som först beskrevs av Edvard Vainio och fick sitt nu gällande namn av Theodor Lee Esslinger. 
Allantoparmelia almquistii ingår i släktet Allantoparmelia och familjen Parmeliaceae.   Inga underarter finns listade i Catalogue of Life.